# 109 Piscium
109 Piscium (HD 10697) é uma estrela na constelação de Pisces. Tem uma magnitude aparente visual de 6,28, estando próxima do limite de visibilidade a olho nu em céus escuros. Com base em medições de paralaxe pela sonda Gaia, está localizada a uma distância de 108 anos-luz (33 parsecs) da Terra.
Esta é uma estrela subgigante de classe G, um pouco mais fria que o Sol mas maior e mais luminosa, com uma massa de cerca de 1,1 vezes a massa solar e uma idade de 7 bilhões de anos. Em 1999, foi descoberto um planeta extrassolar massivo orbitando-a com um período de 1070 dias.

## Características
Esta é uma estrela de classe G, assim como o Sol, que já foi classificada com os tipos espectrais de G5IV, G4IV, e G3Va, podendo ser uma subgigante ou uma estrela da sequência principal de alta luminosidade. No diagrama HR, a estrela encontra-se 1,51 magnitudes acima da sequência principal. Suas características físicas são consistentes com uma subgigante evoluída com uma massa de 1,11 vezes a massa solar e uma idade de 7,4 bilhões de anos. A fotosfera da estrela está brilhando com 2,9 vezes a luminosidade solar e tem uma temperatura efetiva de 5 630 K.
O diâmetro angular de 109 Piscium foi diretamente medido duas vezes pelo CHARA Array, um instrumento de interferometria. O primeiro estudo, de 2008, determinou um diâmetro angular de 0,485 ± 0,046 milissegundos de arco (mas), corrigido de escurecimento de bordo, correspondendo a um raio estelar de 1,72 ± 0,17 raios solares, consistente com o raio esperado de uma subgigante. O outro estudo, de 2013, encontrou um diâmetro angular mais preciso de 0,547 ± 0,013 mas, também corrigido de escurecimento de bordo, o que corresponde a um raio de 1,916 ± 0,052 raios solares. Métodos indiretos, baseados em outros parâmetros e modelos de evolução estelar, fornecem raios de aproximadamente 1,75 raios solares.

### Atividade e rotação
109 Piscium é uma estrela com baixa atividade cromosférica, conforme evidenciado por seu índice espectral de atividade (log R′HK = −5,02), por sua estabilidade fotométrica e por sua baixa emissão de raios X. A estrela não apresenta um campo magnético detectável. A baixa atividade está associada a uma lenta rotação, com uma velocidade de rotação projetada de 0,8 km/s. Um estudo de 2009 usou medições do índice de atividade da estrela para determinar um possível período de rotação de 32,6 ± 1,6 dias, similar ao período de 35 dias esperado por uma relação empírica de atividade-rotação. No entanto, essa é considerada uma detecção fraca, já que o sinal da rotação só foi detectado em uma temporada de observação.

### Cinemática e metalicidade
109 Piscium está se aproximando do Sistema Solar com uma velocidade radial de −45,5 km/s. Seu movimento próprio, o movimento no plano do céu, é de 114 mas/a, um valor alto mas típico de estrelas próximas. A estrela fará sua aproximação máxima ao Sol em cerca de 600 mil anos, quando chegará à distância mínima de 11,7 parsecs. Sua magnitude aparente a essa distância seria de 4,0.
A velocidade espacial de 109 Piscium, em relação ao sistema local de repouso, é representada pelo vetor (U, V, W) = (−46,4, −22,7, 23,8) km/s, consistente com associação da estrela ao disco fino da Via Láctea, que inclui a maioria das estrelas na vizinhança solar. O disco fino é formado por estrelas mais jovens e mais ricas em metais em relação às do disco espesso. 109 Piscium tem uma alta metalicidade, com uma proporção de ferro cerca de 30 a 40% superior à solar. A abundância de outros elementos também é alta; um estudo que calculou a abundância de 17 íons achou como menor valor as proporções de cálcio (Ca) e titânio ionizado (Ti II), com 129% das abundâncias solares, e como maior abundância a de bário ionizado (Ba II), de 240% do valor solar. A estrela segue a tendência de que estrelas com planetas gigantes são mais ricas em metais.

### Multiplicidade
109 Piscium não possui estrelas companheiras conhecidas. Companheiras espectroscópicas próximas podem ser excluídas pelos dados precisos de velocidade radial usados para descobrir o planeta orbitando a estrela. Companheiras distantes foram procuradas em estudos de multiplicidade de estrelas com planetas. Um estudo de 2006 comparou imagens da Digitized Sky Survey em duas épocas diferentes e não encontrou companheiras de movimento próprio comum. Um estudo de 2011 usou observações pelo interferômetro do USNO e não encontrou companheiras a separações entre 0,03" e 1,5" (com diferença de magnitude menor que 3). Um estudo de 2016, usando observações no Observatório de Calar Alto, detectou uma estrela 7,4 magnitudes menos brilhante que a primária a uma separação de 8,86" e ângulo de posição de 286,7°, mas não pôde avaliar se é uma companheira física ou não. Os limites de detecção desse estudo podem excluir a presença de outras estrelas com mais de 0,6 M☉ a separações de mais de 0,5", e de estrelas com mais de 0,1 M☉ a 2,5". O objeto detectado está presente no terceiro lançamento de dados da missão Gaia, possuindo uma distância e movimento próprio diferentes dos de 109 Piscium.

## Sistema planetário
Em 1999, foi anunciada a descoberta de um planeta extrassolar massivo orbitando 109 Piscium, como parte da busca por planetas do Observatório Keck com o espectrógrafo HIRES. O instrumento realizou 35 medições da velocidade radial da estrela entre novembro de 1996 e novembro de 1999, revelando uma variação periódica de cerca de 120 m/s causada por um corpo em órbita (espectroscopia Doppler). Os dados foram ajustados por uma órbita kepleriana com um período de 1072,3 ± 9,6 dias e uma excentricidade de 0,12 ± 0,02. A estrela continuou sendo monitorada pelo HIRES, e em 2006 foi publicada uma solução orbital atualizada, baseada em 59 dados de velocidade radial, refinando o período para 1076,4 ± 2,4 dias e a excentricidade para 0,1023 ± 0,0096. Começando em 2004, a estrela passou a ser monitorada por um grupo independente do Observatório McDonald, em um programa de busca por novos planetas em sistemas planetários conhecidos. Os 72 novos dados de velocidades radial coletados não mostraram evidências de outros planetas, mas permitiram melhorar a precisão da órbita do planeta conhecido, fornecendo um período de 1075,2 ± 1,5 dias e excentricidade de 0,099 ± 0,007. A estrela continuou sendo observada esporadicamente pelo HIRES, com uma solução orbital de 2019, baseada em 153 dados de velocidade radial de até fevereiro de 2017, listando um período de 1075,69 ± 0,82 dias e uma excentricidade de 0,1043 ± 0,0083.
O planeta, denominado 109 Piscium b, é um gigante gasoso com uma massa mínima de 6,4 vezes a massa de Júpiter (MJ), e orbita a estrela a uma distância média de 2,14 UA. Sua excentricidade orbital moderada significa que ele se aproxima a 1,92 UA da estrela no periastro e se afasta a 2,36 UA no apoastro. Ele está atualmente dentro da zona habitável do sistema, mas provavelmente estava fora da zona habitável quando a estrela estava na sequência principal. Sua temperatura de equilíbrio, calculada para um albedo de 0,3, é de 264 K.
| Planeta | Massa             | Semieixo maior (UA) | Período orbital (dias) | Excentricidade  |
| ------- | ----------------- | ------------------- | ---------------------- | --------------- |
| b       | >6,383 ± 0,080 MJ | 2,140 ± 0,095       | 1075,69 ± 0,82         | 0,1043 ± 0,0083 |

### Controvérsia de massa
O método da velocidade radial, usado para descobrir o planeta, só fornece um valor mínimo para sua massa, pois a inclinação orbital é desconhecida. O valor da massa mínima de 109 Piscium b, 6,2 MJ, é alto e se aproxima do limite nominal entre planetas e anãs marrons de 13 MJ. Uma forma de quebrar essa limitação é por observações astrométricas, que podem medir a órbita visual realizada pela estrela e portanto determinar a inclinação. Em 2000, análises dos dados astrométricos da sonda Hipparcos propuseram a detecção de uma órbita astrométrica, com um semieixo maior de 2,1 ± 0,7 mas e uma inclinação próxima de 170°, o que tornaria 109 Piscium b uma anã marrom com massa de 38 ± 13 MJ. No entanto, análises subsequentes mostraram erros no método utilizado e concluíram que os dados da Hipparcos não têm precisão suficiente para determinar os parâmetros da órbita astrométrica. Em 2011, uma análise da nova redução de dados da sonda Hipparcos (publicada em 2007) concluiu que a inclinação orbital está entre 8,7° e 169,7°, correspondendo a um limite máximo de 42 MJ para a massa do objeto, mas não conseguindo impor um limite mínimo diferente do imposto pela órbita espectroscópica. Mesmo assim, 109 Piscium b continua aparecendo em alguns artigos como anã marrom confirmada. O terceiro lançamento dos dados da sonda Gaia indica um alto nível de ruído astrométrico para esta estrela (o que normalmente é causado pela presença de um corpo em órbita), mas não forneceu uma solução orbital.